# Ņikita Meškovs
Ņikita Meškovs (russisch Никита Евгеньевич Мешков; * 30. Juni 1994 in Riga) ist ein lettischer Schachspieler.

## Schachliche Laufbahn
Die lettische Einzelmeisterschaft konnte Ņikita Meškovs 2018 in Riga gewinnen. Er spielte für Lettland bei zwei Schacholympiaden: 2016 und 2018.
In der deutschen Schachbundesliga spielte er für die SG Speyer-Schwegenheim. In der Saison 2025/26 spielt er in der 2. Schachbundesliga für den SV Erkenschwick 1923.
Im Jahre 2014 wurde ihm der Titel Internationaler Meister (IM) verliehen, 2017 der Titel Großmeister (GM).

## Erfolge
Beim Rilton Cup 2023 wurde Meškovs Dritter.
| Die zur Anzeige dieser Grafik verwendete Erweiterung wurde dauerhaft deaktiviert. Wir arbeiten aktuell daran, diese und weitere betroffene Grafiken auf ein neues Format umzustellen. (Mehr dazu) |